# 傣担
傣担，他称黑泰，按本地发音应译为黑傣，是生活在老撾、越南、中國、泰國的一個台語民族，在中國歸為傣族。
越南境内的黑泰生活在奠邊府市（勐唐），该地被认为是台語民族早期的发源地。傳説坤布倫在這裡建立了第一個勐。
20世紀50年代，受越南與法國的戰爭影响，致使许多黑泰逃难至老撾境内，在老撾，他們的身份通常为農民，士兵和服務人員。七十年代老撾人民革命黨執政後，許多黑泰人移民到泰國、美國愛荷華州、法國、澳洲等地。

## 文化
男性在黑泰文化中佔主導地位，但婦女也發揮着重要作用，例如婦女有責任維護死者父母的祭壇，黑泰之名來自婦女服装。
黑泰人同原始台語民族的信仰一致，认为万物有靈，其中，祖先崇拜是重要的一部分。葬禮上，黑泰人会身穿象征悲伤的白色衣服并且在遗体火化前将硬幣扔進人群，随后火化死者的金銀首飾。這種做法源自人们认为需要付出一笔金钱才能使死者的灵魂到达阴间。當家人找到埋葬地點，他們通過與水的骨灰篩選，挑選出首飾紀念品融化埋葬前的骨灰。通常葬礼上将准备豬肉及水果等祭品，以表對死者的尊重。
值得注意的是孕婦不得出現在葬禮上，因为黑泰人相信悲傷與恐怖會渗入子宫傳給胎兒。葬礼上，家庭成員需要哭泣，婦女应大聲尖叫直到葬禮結束，以表他們的悲痛。葬礼之后家人会沐浴凈身，并且一年内不能參與娛樂活動。